# Yankee-kun & Megane-chan - Il teppista e la quattrocchi
Yankee-kun & Megane-chan - Il teppista e la quattrocchi (ヤンキー君とメガネちゃん?, Yankī-kun to Megane-chan) è una serie manga in 23 volumi scritta e illustrata da Miki Yoshikawa; pubblicata su Weekly Shōnen Magazine di Kōdansha tra il 2006 e il 2011. Annunciato a Lucca Comics & Games 2012 il primo volume in Italia è uscito a maggio 2013 per Star Comics.
Ne è stato tratto un dorama live action in 11 puntate mandato in onda nel 2010 con Hiroki Narimiya che interpreta la parte del protagonista maschile.

## Trama
Daichi è uno Yankee (termine giapponese che indica il delinquente/criminale di strada) che non vuole avere niente a che fare con la scuola superiore; Hana, rappresentante di classe, si preoccupa costantemente per lui e cerca di coinvolgerlo nelle attività scolastiche.
La ragazza, che in realtà non è molto acuta, ed anzi abbastanza priva di buon senso, svela infine il suo segreto al giovane; cioè che lei stessa era una delinquente durante gli anni delle scuole medie. Hana, decisa a cambiare il modo di realizzare il suo sogno (diventare il miglior rappresentante di classe che ci sia mai stato in quell'istituto) cercherà nel contempo anche di far cambiare strada a Daichi.
Lo aiuterà per far sì che egli non ripeta gli stessi errori da lei compiuti a suo tempo; così iniziano le avventure di questi due amici e dei loro improbabili compagni di classe.

## Personaggi

### Personaggi principali
Daichi Shinagawa (品川 大地?, Shinagawa Daichi)
Soprannominato Yankee-kun, è un irascibile delinquente che non ama esser contraddetto: non ha alcun piano nei riguardi della sua vita futura e sembra disprezzar al massimo grado tutto ciò che ha odore di studio. Questo almeno fino a quando non incontra Hana, anche lei ex teppista, la quale prova a spronarlo nel tentativo di fargli cambiare il proprio percorso esistenziale prima che sia troppo tardi.
In un primo momento è soltanto trascinato dalla ragazza ad esser più attivo e partecipe in ambito scolastico, ma a poco a poco cambia nel corso della storia: a partire da piccole cose, come evitare di fumare in classe, e fino a farlo diventare vice presidente del consiglio studentesco. Daichi si scopre così abbastanza bravo in matematica; egli è poi una persona d'onore, che farà di tutto per proteggere gli altri compagni, divenendo presto parte integrante del gruppo di amici della sua classe.
Sua madre è un avvocato mentre il padre, con una personalità molto simile a quella del figlio, è un famoso medico; in seguito si viene a sapere che il ragazzo era stato uno degli studenti con la miglior reputazione nella precedente scuola privata che frequentava. Ma è stato espulso dopo aver combattuto contro dei teppisti che infastidivano il suo principale rivale negli studi, Shizuku.
 Anche se si erano ripromessi d'incontrarsi nuovamente all'università, i suoi voti avevano già iniziato a scivolare verso il basso, tanto da finire di fargli perder del tutto l'interesse allo studio.
Questo fatto ha segnato il suo ingresso nel mondo della delinquenza, trasformandone anche l'aspetto (si tinge i capelli di biondo e smette d'usare gli occhiali). Inizialmente ha un rapporto di amore-odio con Hana, più di tutto di lei lo irrita la sua natura bizzarra portata alle buffonate. Ma anche se si trova costantemente a litigare con lei, fa di tutto per non turbarla o rattristarla: comincerà pure a diventare geloso nei suoi confronti.
Hana Adachi (足立 花?, Adachi Hana)
Rappresentante di classe prima, e poi presidentessa del consiglio studentesco. Nonostante il suo aspetto tranquillo ed apparentemente responsabile, è completamente priva di buon senso e ha i voti peggiori della sua classe. In precedenza era stata anche lei una delinquente, al punto di essere stata bocciata, ed inizialmente non sa bene come interagire con gli studenti "normali", ma dal momento in cui vuole essere una ragazza modello cerca di non usare più le sue abilità in combattimento e cambia anche il suo aspetto: si lega i capelli in trecce ed indossa gli occhiali, pur non avendo problemi di vista.
Da quando inizia però a frequentare nuovamente la scuola coi capelli sciolti e senza occhiali, la sua popolarità tra i ragazzi sale alle stelle. Non si conosce molto del suo passato, a parte il suo status di temibile teppista durante le scuole medie, tanto che solo pronunciare il suo nome intimorisce ancora chi è a conoscenza della sua pessima reputazione; la sua influenza arriva fino ad alcuni gangster della yakuza. Vive assieme alla nonna.
Seiya Chiba (千葉 星矢?, Chiba Seiya)
Un ragazzo alto con gli occhiali ma dall'aspetto temibile, ha una lunga cicatrice che gli attraversa la fronte ed il sopracciglio sinistro. Ha uno sguardo minaccioso che lo ha messo nei guai con una banda di teppisti, e a causa di ciò è diventato un hikikomori. Adachi e Shinagawa hanno sconfitto i teppisti permettendogli così di superare la sua paura. Molto intelligente, ottiene sempre il punteggio massimo alle prove d'esame e finisce per divenire il tesoriere del consiglio studentesco. Ha una cotta per Makoto che è evidente a tutti tranne che a lei. Al termine della storia, i due stanno insieme.
Rinka Himeji (姫路 凜風?, Himeji Rinka)
Kohai di Hana fin dalle medie, diventa presto la segretaria del consiglio studentesco. Soprannominata "the bloody pantheress" anche lei era una teppista che faceva da braccio destro all'amica, di cui è rimasta molto devota.
 Mentre però Hana ha cambiato se stessa per diventare una brava studentessa, Rinka invece si comporta ancora come una perfetta delinquente, credendo inizialmente che Daichi e Seiya siano i suoi subordinati.
Ha un cattivo rapporto con la famiglia in quanto è stata adottata e quando ha detto loro che voleva trasferirsi l'hanno cacciata di casa; inizia a vivere con Hana dopo che questa ha scoperto la situazione in cui si trova. Anche se in un primo momento è antagonista nei confronti di Daichi, sviluppa alla fine una cotta per lui. Brava nelle faccende domestiche ha una passione per l'ordine e la pulizia.
Gaku Izumi (和泉 岳?, Izumi Gaku)
Studente rispettato da tutti che corre contro Hana per la posizione di presidente del consiglio degli studenti. Anche lui è un ex delinquente che ha cambiato la sua vita al fine di concentrarsi maggiormente sui suoi studi, riuscendo ad ottener il secondo posto nella classifica dell'intera scuola.
Conosciuto come un fantastico combattente quando faceva parte di una banda, si considera ancora il numero uno nella lotta: è la prima persona difatti che dimostra d'esser in grado di bloccare, utilizzando tutte le sue forze, il calcio di Hana. Sceglie di essere uno dei vice presidenti dopo aver perso una sfida con lei; di conseguenza si ritrova spesso a discutere animatamente con Daichi su chi sia il miglior vice per Hana.
Ama molto indossare la sua vecchia divisa da teppista ed ha una spiccata sensibilità nei confronti della sua bassa statura, essendo il maschio più piccolo del gruppo. Sceglierà di studiare giurisprudenza.

### Altri studenti di Mon Shiro
Kasukabe (春日部?)
Compagna di classe di Shinagawa e Adachi, è una delle poche ragazze che parla con Shinagawa senza aver timore di lui. Diventerà la fidanzata di Sagami, uno studente di un'altra scuola.
Makoto Kumagaya (熊谷 真?, Kumagaya Makoto)
Studentessa dello stesso anno di Shinagawa che ha smesso di andare a scuola e si è chiusa in casa a giocare a un gioco online dopo aver saputo che il suo più caro amico d'infanzia si era trovato una fidanzata. Quando l'amico preoccupato ha chiesto al consiglio studentesco di aiutarla, questi hanno inizialmente pensato che fosse un maschio poiché il suo avatar di gioco era di sesso maschile. Diventa buona amica con i membri del consiglio studentesco dopo che questi sono riusciti a convincerla a tornare a scuola, e ogni tanto continua a giocare online insieme a Shinagawa. È il capitano del club di pallavolo e si dimostra una ragazza molto socievole. Chiba si innamora di lei, ma lei non se ne rende conto anche se è evidente praticamente a tutti. Alla fine della storia è fidanzata con Chiba.
Kawasaki (川崎?)
Amico d'infanzia di Kumagaya, preoccupato per il suo essersi rinchiusa in casa. Kumagaya in realtà temeva che lui si allontanasse da lei a causa della sua fidanzata.
Hikaru Akita (秋田 光?, Akita Hikaru)
Studente del terzo anno ed ex presidente del consiglio studentesco, è sempre visto con un ventaglio in mano. Apparentemente una persona tranquilla, in realtà è un ex teppista che cade preda di una rabbia incontrollabile quando qualcuno gli dà della ragazza (cosa che accade spesso anche quando la parola non è rivolta a lui). Quando è in questo stato perfino Shinagawa e Izumi lo temono, e l'unica maniera per calmarlo è fare in modo che una ragazza gli dia un calcio nelle parti intime. È fidanzato con la sorella maggiore di Shinagawa e frequentano la stessa università.
Itsuki Kagawa (香川 樹?, Kagawa Itsuki)
Studente che si trasferisce a Mon Shiro solo per poter entrare nel consiglio studentesco, che inizialmente ritiene essere una banda di motociclisti (bōsōzoku) perché il suo precedente capo Izumi ne fa parte. In seguito si candida a presidente del consiglio studentesco con l'obiettivo di rendere Mon Shiro la scuola più forte. Dopo essere stato eletto scopre con sua sorpresa che, mentre il resto del consiglio aveva l'impressione che Adachi non facesse nulla, in realtà ella aveva raccolto informazioni dettagliate su tutti gli studenti della scuola, facendo particolare attenzione a coloro che erano a rischio di espulsione, in modo da poterli aiutare a godersi la scuola come lei. Adachi affida a lui questo compito, dicendogli che sarà in grado di gestirlo perché ha i suoi amici ad aiutarlo, così come è stato per lei.
Akira Kitami (北見 明?, Kitami Akira)
Entra in competizione con Itsuki fin dal primo giorno di scuola, ma in seguito riescono a diventare buoni amici. Lui e il suo gruppo alla fine vinceranno le elezioni dopo che i candidati rivali ne ammettono la superiorità.
 Dopo la festa dello sport della scuola, sviluppa una cotta per Anna. Nel tentativo di riuscire a conoscerla un po' meglio lui, Kagawa e Anna iniziano ad andare insieme in una gelateria dopo la scuola, cosa che poi diventa una loro "tradizione".
Nacchi (ナッキ?, Nakki) e Macchi (マッキ?, Makki)
Compaiono per la prima volta come parte del team di Shinagawa che deve occuparsi di raccogliere l'immondizia al festival di fine anno. Due "ragazzi-gal" che idolatrano Shinagawa. In seguito corrono per il posto rispettivamente di segretario e tesoriere del consiglio; dopo aver vinto le elezioni rimangono sorpresi quando scoprono che tutto il lavoro d'ufficio del consiglio viene scaricato su di loro, per il sollievo di chi ne ha occupato precedentemente i posti, ovvero Seiya e Rinka.
Anna Ichinomiya (一宮 杏奈?, Ichinomiya Anna)
Appare inizialmente come una ragazza dalla testa per aria che si occupa solo dei propri capelli e del trucco a lei più adatto. Più tardi si scopre che ha vinto una medaglia per le sue abilità di cheerleading e da così il suo prezioso apporto per il buon fine del festival; è incline però a prendere a calci e pugni chi osa interromperla. Diverrà vice presidente del consiglio assieme ad Akira.
Sakura Miyagi (宮城県 さくら ?, Miyagi Sakura)
Una malaticcia ragazza punk selezionata come rappresentante di classe durante il festival culturale insieme a Daichi, nei cui confronti sviluppa ben presto un sentimento; in seguito si affezionerà a Subaru. Raramente è venuta a scuola a causa della sua condizione; convince Hana a cambiare look, facendole togliere gli occhiali e sciogliere i capelli.
Shouin Suzuka  (鈴鹿 松胤?, Suzuka Shōin)
Avversario di Itsuki per la posizione di presidente durante le elezioni del consiglio, suo padre è detto esser un politico famoso. Per la maggior parte delle persone appare come un modesto ed affascinante studente, con buoni voti e una certa influenza sui compagni: in realtà è un ex delinquente il cui obiettivo è quello di eliminare tutti gli altri "criminali" dalla scuola, tranne i suoi alleati.
 Mette così in piedi una campagna elettorale sporca piena di trucchi e colpi bassi contro i sostenitori di Itsuki, giungendo a manipolare anche Hana ed il suo gruppo.
Kashiwa Koume (小梅 柏?, Koume Kashiwa)
Un intrattenitore nato, corre per il posto di vice presidente durante le elezioni; è uno di quelli con i voti migliori di tutti. Come anche i suoi colleghi candidati, è un ex teppista; si riconcilia con i propri avversari dopo esser stato picchiato da Hana.
Aizu Takeshi (武 会津?, Takeshi Aizu)
Studente modello che corre per il posto di vice presidente assieme a Kashiwa.
I ragazzi del Club di computer
Due studenti geek che fanno la loro prima apparizione durante il tentativo di far uscire Makoto dal mondo virtuale che si era creata attorno. Daichi fa letteralmente loro la guardia del corpo quando camminano al di fuori della scuola, per proteggerli da gruppetti di malintenzionati: nel contempo cerca anche di addestrarli per far sì ch'essi siano più sicuri di sé e non debbano più dipendere da lui.
 Ma anche col loro nuovo look da cattivi e pericolosi teppisti avranno qualche difficoltà a farsi rispettare.

### Altri personaggi
Sagami (相模?)
Studente delinquente del vicino istituto tecnico. Appare per la prima volta quando lui e la sua banda vanno a cercare Daichi a scuola per vendicarsi dopo aver litigato con lui ed aver avuto la peggio. Hana lo malmena un po' quando lui cercherà di molestarla; sarà infine proprio da lei aiutato a confessare i suoi sentimenti a Kasukabe.
Seiun Nerima (練馬 青雲?, Nerima Seiun)
Amico d'infanzia di Daichi che frequenta la stessa scuola di Sagami; egli trova le ragazze brutte molto più attraenti delle altre. Finisce con il mettersi nei guai con la yakuza dopo aver inconsapevolmente chattato online e fatto la corte alla moglie d'un gangster. Viene portato in salvo segretamente da tal situazione per merito di Hana.
Arisa Oomiya (大宮 有砂?, Ōmiya Arisa)
Una vera e propria testa calda ma in fondo onesta, il cui atteggiamento ricorda molto quello di Daichi. La sua finta amica Misora gli sta appresso solo perché ha i soldi, la quale arriverà a farla rapire per venderla ad un giro di prostituzione nei love hotel. Verrà salvata da Hana.
Kairi Shinagawa (品川 海里?, Shinagawa Kairi)
Sorella maggiore di Daichi. Condivide col fratello lo stesso atteggiamento pigro, testardo e brutalmente onesto ed è fidanzata con Hikaru, l'ex presidente del consiglio studentesco. Dopo aver appreso che il fratello ha intenzione di far di tutto per riuscire ad entrare all'università, decide di sostenere anche lei l'esame per il trasferimento alla stessa facoltà, dal momento che non vuole essere la pecora nera della famiglia (anche entrambi i genitori si son laureati in quella stessa università).
You Adachi (足立 葉?, Adachi You)
Fratello più giovane di Hana ed uno dei quattro boss dell'istituto tecnico che frequenta. Come la sorella possiede eccellenti abilità nel combattimento; tuttavia, a differenza di lei, è anche un genio nello studio. Va a convivere assieme alla famiglia di Daichi.
Subaru Mito (水戸 すばる?, Mito Subaru)
Segretaria (in seguito presidentessa) del consiglio studentesco alla Aosuji Academy, ha un aspetto ed una forza sorprendentemente simili a quelle di Hana; per non essere confusa con lei si taglia i capelli corti.

## Volumi
| 1  | 16 febbraio 2007 | ISBN 978-4-06-363799-1 | 16 maggio 2013    | ISBN 978-88-6420-670-7 (ed. limitata) |
| 1  | Capitoli - In piedi. Tu eri una XX, allora! - Saluto. Così mi fai sembrare un cafone! - Seduti. Perché tu mi piaci, Shinagawa... - 1ª ora. Cosa vuoi fare da grande? - 2ª ora. A dieci ti boccio - 3ª ora. Sei stato tu, Shinagawa, vero? |                        |                   |                                       |
| 2  | 4 aprile 2007 | ISBN 978-4-06-363825-7 | 13 giugno 2013    | —                                     |
| 2  | Capitoli - 4ª ora. Mi si raffredda la carne! - 5ª ora. Se ci vedi bene, togliti dalle scatole! - 6ª ora. Perché è successo anche a me! - 7ª ora. Ci vengo io al festival della cultura! - 8ª ora. Adesso tocca a me andare a prenderlo - 9ª ora. Alla fine... non è servito a niente - 10ª ora. Quella è roba mia - 11ª ora. Va bene, colpiscimi! - 12ª ora. Non faccio attività di club - 13ª ora. BUONANNO nuovo                                       |                        |                   |                                       |
| 3  | 15 giugno 2007 | ISBN 978-4-06-363846-2 | 18 luglio 2013    | —                                     |
| 3  | Capitoli - 14ª ora. Per stavolta è andata così - 15ª ora. Ma cosa fai, li mangi?! - 16ª ora. Ma se non sei nemmeno malato...! - 17ª ora. Chi saresti tu, piuttosto?! - 18ª ora. Questo è il tempio Sensoji - 19ª ora. Proprio un bell'indisciplinato! - 20ª ora. Smettila di guardare da tutte le parti! - 21ª ora. Quanto hai preso? - 22ª ora. Cosa ne pensi di me? - 23ª ora. È una bravissima ragazza!                                               |                        |                   |                                       |
| 4  | 8 settembre 2007 | ISBN 978-4-06-363871-4 | 14 agosto 2013    | —                                     |
| 4  | Capitoli - 24ª ora. Ci mancava solo un teppista femmina... - 25ª ora. Devo comportarmi di più come un rappresentante... - 26ª ora. Mhfffh muffhmhhh mmfh! - 27ª ora. Fresca come una rosa! - 28ª ora. Oooh, lo spazio! - 29ª ora. Che si metta a studiare! - 30ª ora. Un gioco da ragazzi - 31ª ora. E tutta la fatica che ho fatto?! - 32ª ora. Tu sta' zitto, rosa!                                                                                    |                        |                   |                                       |
| 5  | 16 novembre 2007 | ISBN 978-4-06-363917-9 | 19 settembre 2013 | —                                     |
| 5  | Capitoli - 33ª ora. Non sembra opera di un essere umano - 34ª ora. Combriccola di quattrocchi dei miei stivali - 35ª ora. Annega una volta per tutte! - 36ª ora. Di voi ci occupiamo dopo - 37ª ora. C'è stata una festa qui?! - 38ª ora. Qualcuno del corso serale - 39ª ora. Non posso, sono un semplice mercante! - 40ª ora. La vuoi per duecento pezzi d'oro? - 41ª ora. Adesso posso vendere le banane! - 42ª ora. Vuoi entrare nella nostra banda? |                        |                   |                                       |
| 6  | 17 gennaio 2008 | ISBN 978-4-06-363943-8 | 17 ottobre 2013   | —                                     |
| 6  | Capitoli - 43ª ora. Sarà stato un vecchio bacucco? - 44ª ora. Che sia opera di qualche moccioso? - 45ª ora. Tu invece mi fai rosicare! - 46ª ora. Non sottovalutare il presbitismo! - 47ª ora. Io mi prendo i due di contorno! - 48ª ora. Ci spetta un rimborso per il disturbo - 49ª ora. Forza! Un-due, un-due! - 50ª ora. E meno male che ti butti sulle cozze! - 51ª ora. Una casalinga incallita - Capitolo Extra. Non ho una matita a scatto!      |                        |                   |                                       |
| 7  | 17 aprile 2008 | ISBN 978-4-06-363976-6 | 14 novembre 2013  | —                                     |
| 7  | Capitoli - 52ª ora. Troppo tempo sui libri?! - 53ª ora. La matematica te la faccio ingoiare - 54ª ora. Cominci a piacermi - 55ª ora. Quindi siete un'élite selezionata? - 56ª ora. Ci pensano le onde elettromagnetiche! - 57ª ora. Certo che non passa inosservato - 58ª ora. Non sono dei rammolliti qualunque - 59ª ora. Quanti cavalli! - 60ª ora. Tutta colpa degli spiriti maligni! - 61ª ora. Sarà la luce del mattino                            |                        |                   |                                       |
| 8  | 17 giugno 2008 | ISBN 978-4-06-384006-3 | 19 dicembre 2013  | —                                     |
| 8  | Capitoli - 62ª ora. Non dirmi che ti sbattono dentro! - 63ª ora. Ehi... Mi hai illuso! - 64ª ora. Queste sono molestie sessuali - 65ª ora. Be', allora facciamo una pausa! - 66ª ora. Non farti vedere nemmeno per scherzo! - 67ª ora. Qualcosa di più grandioso! - 68ª ora. Mi sento leggerissimo - 69ª ora. Lieta di vederti! - 70ª ora. Tu ce l'hai piccolissimo! - 71ª ora. Si sta macchiando sempre di più!                                         |                        |                   |                                       |
| 9  | 17 settembre 2008 | ISBN 978-4-06-384043-8 | 16 gennaio 2014   | —                                     |
| 9  | Capitoli - 72ª ora. Sul serio! È fuori di brutto! - 73ª ora. Mi raccomando, impegnati a fondo! - 74ª ora. Perché dovrei odiarlo? - 75ª ora. Appartengo a un clan - 76ª ora. Pure i crampi alle gambe... - 77ª ora. Hai fatto una pausa strana! - 78ª ora. Questa è l'era dell'informazione! - 79ª ora. Una reazione da matusa - 80ª ora. Guarda che sei tu a farlo! - 81ª ora. A me non era assolutamente mai passato per la testa                       |                        |                   |                                       |
| 10 | 17 novembre 2008 | ISBN 978-4-06-384067-4 | 13 febbraio 2014  | —                                     |
| 10 | Capitoli - 82ª ora. Sta saltellando - 83ª ora. Ai miei tempi non succedevano queste cose! - 84ª ora. Quella maglietta non ti dona - 85ª ora. Chi è che ha tempo da perdere? - 86ª ora. Una scena memorabile! - 87ª ora. Un cavaliere disarcionato?! - 88ª ora. Secchioncello fighetto! - 89ª ora. Lo sono sempre stata - 90ª ora. Non abbiamo altro posto dove stare - 91ª ora. Non avevo mai visto la scena da fuori!                                   |                        |                   |                                       |
| 11 | 17 febbraio 2009 | ISBN 978-4-06-384101-5 | 13 marzo 2014     | —                                     |
| 11 | Capitoli - 92ª ora. Praticamente un idolo - 93ª ora. E lo dici con quella faccia? - 94ª ora. Chi sei, l'uomo ventosa? - 95ª ora. Si sta sprigionando del fumo da Shinagawa - 96ª ora. L'ira è portatrice di sventura - 97ª ora. Come facciamo? E me lo chiedi pure? - 98ª ora. Staaaa-iii uuu-sceeen-dooo? - 99ª ora. E poi, perché non hai invitato me? - 100ª ora. Vi lovvo! - Gita d'istruzione. FAIRY MEGANE                                         |                        |                   |                                       |
| 12 | 17 aprile 2009 | ISBN 978-4-06-384123-7 | 17 aprile 2014    | —                                     |
| 12 | Capitoli - 101ª ora. Zitto tu, marpione! - 102ª ora. Io sono più forte, però! - 103ª ora. Qualcosa di sospetto c'è... ed è Adachi! - 104ª ora. È quel poco di buono - 105ª ora. Che abbuffata! - 106ª ora. E hai la vista sul cortile! - 107ª ora. Risparmiare l'acqua è un dovere, non una scelta - 108ª ora. Non scrocchia nemmeno un dito - 109ª ora. Se ce l'ho fatta io... - Dopo la scuola. Deve assolutamente andare al Mac                       |                        |                   |                                       |
| 13 | 17 luglio 2009 | ISBN 978-4-06-384160-2 | 15 maggio 2014    | —                                     |
| 13 | Capitoli - 110ª ora. Era una promessa - 111ª ora. ...per tutto quello che avete fatto! - 112ª ora. Anche tu giochi? - 113ª ora. C'è mica qualcuno che ti piace? - 114ª ora. Bocciate tutte e due - 115ª ora. Io vado via col vento - 116ª ora. È la maaaleeediiizioooneee! - 117ª ora. Le onde ci stanno entrando in cameraaa! - 118ª ora. E a me fa male la schiena - 119ª ora. Non è poi così male!                                                    |                        |                   |                                       |
| 14 | 16 ottobre 2009 | ISBN 978-4-06-384186-2 | 19 giugno 2014    | —                                     |
| 14 | Capitoli - 120ª ora. Sterminio fulmineo! - 121ª ora. Eeeh, issa! Oooh, issa! - 122ª ora. Preparatavi a vederne delle belle! - 123ª ora. Ma che visione hai?! - 124ª ora. In che senso "paff"? - 125ª ora. Potrei anche chiamarti per nome... - 126ª ora. Non mi pare molto... punk - 127ª ora. Non serve un sostituto - Lezione extra curriculare. Il quattrocchi e la teppista                                                                          |                        |                   |                                       |
| 15 | 15 gennaio 2010 | ISBN 978-4-06-384236-4 | 17 luglio 2014    | —                                     |
| 15 | Capitoli - 128ª ora. Hai smontato una classe intera - 129ª ora. Vi sta uscendo l'armonia dalla bocca o sbaglio? - 130ª ora. Ha una bara in spalla! - 131ª ora. Concentrato di fantasma - 132ª ora. Giovanotto, ecco a te! - 133ª ora. La ragazza che ti piace è... - 134ª ora. Che testa dura! - 135ª ora. È la rivoluzione! - 136ª ora. Prima è, meglio è, no? - 137ª ora. È a casa con il raffreddore?                                                 |                        |                   |                                       |
| 16 | 17 marzo 2010 | ISBN 978-4-06-384268-5 | 14 agosto 2014    | —                                     |
| 16 | Capitoli - 138ª ora. Non ha più niente da dire! - 139ª ora. Non esiste più! - 140ª ora. Sotto sotto è tenera! - 141ª ora. N-N-Non è come credete! - 142ª ora. Aria fritta - 143ª ora. Shina-house - 144ª ora. È strana, no? - 145ª ora. Esistono davvero - 146ª ora. Cominciamo a sbottonare... - 147ª ora. Facciamo la strada insieme! |                        |                   |                                       |
| 17 | 17 maggio 2010 | ISBN 978-4-06-384298-2 | 18 settembre 2014 | —                                     |
| 17 | Capitoli - 148ª ora. No, non ci vai! - 149ª ora. Incursione d'amore ♡ Armageddon - 150ª ora. Quanto tempo da buttare via ha! - 151ª ora. È un poggia-incenso... - 152ª ora. Questo tizio è un gran meschino... - 153ª ora. Funk - 154ª ora. Il gabinetto è di tutti - 155ª ora. La verità fa male - 156ª ora. Non ci si può non credere! ♡ - 157ª ora. Taro "mulinello"                                                                                  |                        |                   |                                       |
| 18 | 17 giugno 2010 | ISBN 978-4-06-384313-2 | 16 ottobre 2014   | —                                     |
| 18 | Capitoli - 158ª ora. Il numero chiuso non sarà più un sogno! - 159ª ora. Mi ricorda un'altra famiglia di mia conoscenza! - 160ª ora. Un maniaco? - 161ª ora. Non faccio male a nessuno - 162ª ora. È Daichi Shinagawa della 3ªA! - 163ª ora. È una tipa stra-fuori di testa - 164ª ora. Una questione di vita o di morte - 165ª ora. Iper-scienza - 166ª ora. Basta con quel soprannome                                                                  |                        |                   |                                       |
| 19 | 17 settembre 2010 | ISBN 978-4-06-384363-7 | 18 dicembre 2014  | —                                     |
| 19 | Capitoli - 167ª ora. Erano i tuoi veri sentimenti? - 168ª ora. Conclusione! - 169ª ora. Che diavolo combina quell'idiota?! - 170ª ora. Ma tu sei sempre accanto a lei - 171ª ora. Faccio pietà...! - 172ª ora. Vivi nei cespugli? - 173ª ora. Siamo noi i più forti del quartiere! - 174ª ora. Vorrei diventare una ragazza normale! - 175ª ora. Le visite didattiche di oggi sono terminate - 176ª ora. Non è una percentuale poi così bassa!           |                        |                   |                                       |
| 20 | 17 novembre 2010 | ISBN 978-4-06-384397-2 | 19 febbraio 2015  | —                                     |
| 20 | Capitoli - 177ª ora. Paff Paff Paff Paff - 178ª ora. Uff... Uhm... Mumble... - 179ª ora. Hotel Minestrina - 180ª ora. Noooone! Noooone! - 181ª ora. Non resisto piùùùù! - 182ª ora. Disperazione alla Tono - 183ª ora. Certo che ci sarà occasione! - 184ª ora. Se proprio devo... - Lezione speciale. Ritirataaa! |                        |                   |                                       |
| 21 | 17 gennaio 2011 | ISBN 978-4-06-384427-6 | 15 aprile 2015    | —                                     |
| 21 | Capitoli - 185ª ora. Pure la predica! - 186ª ora. Ma voi chi siete? - 187ª ora. È l'ultima moda dei coatti? - 188ª ora. Che poppe da sballo! - 189ª ora. Chi ha messo in giro questa sciocchezza?! - 190ª ora. È solo un attimo di debolezza! - 191ª ora. Io regalo "la speranza"! - 192ª ora. Unmen & Kanmen - 193ª ora. Non cercatemi |                        |                   |                                       |
| 22 | 15 aprile 2011 | ISBN 978-4-06-384475-7 | 17 giugno 2015    | —                                     |
| 22 | Capitoli - 194ª ora. Quella non è una preghiera - 195ª ora. Tutti alla Tono! - 196ª ora. Anche dopo - 197ª ora. Sotto a studiare! ♡ - 198ª ora. Ecco perché odio gli uomini! - 199ª ora. Appunto per questo - 200ª ora. Tu ce la puoi fare! - 201ª ora. Gorilla - 202ª ora. Fin dall'inizio |                        |                   |                                       |
| 23 | 17 giugno 2011 | ISBN 978-4-06-384505-1 | 19 agosto 2015    | —                                     |
| 23 | Capitoli - 203ª ora. 10087 - 204ª ora. Ti divertirai all'università - 205ª ora. Accetto volentieri! - 206ª ora. Wakayama costruzioni - 207ª ora. Sbrill - 208ª ora. Bene, andiamo! - 209ª ora. Colpa sua - Homeroom prolungata (1ª parte). E Adachi?! - Homeroom prolungata (2ª parte). Ancora insieme |                        |                   |                                       |

## Dorama

### Protagonisti
- Hiroki Narimiya - Daichi Shinagawa
- Amon Kabe – Daichi da bambino
- Riisa Naka - Hana Adachi
- Kanata Hongō - Gaku Izumi
- Yu Koyanagi - Seiya Chiba
- Haruna Kawaguchi - Rinka Himeji
- Ryohei Suzuki Ryohe - Seiun Nerima
- Sarutoki Minagawa - Sakai, sensei della classe di Daichi e Hana
- Arata Furuta - Shinagawa Chuta
- Chiemi Hori - Shinagawa Kiyo
- Miho Owada - Kairi Shinagawa, sorella maggiore di Daichi
- Shiro Ito - Adachi Tatsuo

### Studenti della classe 2A
- Tomoya Nakamura - Matsuyama Keisuke
- Shotaro Mamiya - Yanagawa Toru
- Hiroki Maekawa - Takahashi Ryoto
- Kentaro Tamura - Kudo Takuya
- Nobuhiro Iyama - Okamura Hirotatsu
- Atsunori Fujii - Ueda Satoshi
- Shousei Kitamura - Tsuchiya Kazuto
- Takuma Koizumi - Toda Takuya
- Kenta Morii - Niimi Shota
- Mizuki Ebisawa - Mizuno Akina
- Risa Saotome - Maekawa Rika
- Haruna Uechi - Kuwana Yuki
- Suzu Natsume - Tachibana Saori
- Rio Kanno - Shiota Ayumi
- Mizuki Sashide - Nishimori Ai
- Yuki (attrice) - Imanishi Miho
- Mizuki Hayashi - Koizumi Keita
- Yuka Kawahara - Suzuki Rina
- Mikue Nagasaka - Nagayama Ami
- Miyako Aoki - Watanabe Maiko
- Mayu Yamamoto - Kashiwabara Risa

### Star ospiti
- Kazuki Namioka - Sagami (ep. 1-2, 6, 9)
- Maki Mizuno - Chiba Eriko (ep. 2,8)
- Shu Watanabe - Kobayashi (ep. 2)
- Yosuke Nishi - Tanaka (ep. 2)
- Seiya Osada - Saito (ep. 2)
- Shōta Sometani - Kagawa (ep. 4,10)
- Anna Ishibashi - Miyagi Jun (ep. 6)
- Yuta Furukawa - Nagasaki (ep. 9-10)

## Accoglienza
La serie è stata accolta molto positivamente da parte della critica.